# Métodos de detecção de exoplanetas

Número de descobertas de exoplanetas por ano até 2022, com cores indicando o método de detecção:
Imagem direta
Microlente
Trânsito
Velocidade radial
Tempo

Qualquer planeta é uma fonte de luz extremamente fraca em comparação com sua estrela hospedeira. Por exemplo, uma estrela como o Sol é cerca de um bilhão de vezes mais brilhante que a luz refletida de qualquer um dos planetas que a orbitam. Além da dificuldade intrínseca de detectar uma fonte de luz tão fraca, a luz da estrela hospedeira causa um brilho que a apaga. Por essas razões, muito poucos dos exoplanetas relatados em abril de 2014 foram observados diretamente, com ainda menos sendo resolvidos de sua estrela hospedeira.
Em vez disso, os astrônomos geralmente tiveram que recorrer a métodos indiretos para detectar exoplanetas. A partir de 2016, vários métodos indiretos diferentes renderam sucesso.

## Métodos de detecção estabelecidos
Os seguintes métodos provaram-se pelo menos uma vez bem sucedidos para descobrir um novo planeta ou detectar um planeta já descoberto:

### Velocidade radial
Uma estrela com um planeta se moverá em sua própria órbita pequena em resposta à gravidade do planeta. Isso leva a variações na velocidade com que a estrela se aproxima ou se afasta da Terra, ou seja, as variações estão na velocidade radial da estrela em relação à Terra. A velocidade radial pode ser deduzida do deslocamento nas linhas espectrais da estrela hospedeira devido ao efeito Doppler. O método da velocidade radial mede essas variações para confirmar a presença do planeta usando a função de massa binária.
A velocidade da estrela em torno do centro de massa do sistema é muito menor do que a do planeta, porque o raio de sua órbita em torno do centro de massa é muito pequeno. (Por exemplo, o Sol se move cerca de 13 m/s devido a Júpiter, mas apenas cerca de 9 cm/s devido à Terra). No entanto, variações de velocidade de até 3 m/s ou até um pouco menos podem ser detectadas com espectrômetros modernos, como o espectrômetro HARPS (High Accuracy Radial Velocity Planet Searcher) no telescópio ESO de 3.6 metros no Observatório de La Silla, Chile, o espectrômetro HIRES nos telescópios Keck ou EXPRES no Telescópio Lowell Discovery. Um método especialmente simples e barato para medir a velocidade radial é a "interferometria dispersa externamente".
Até cerca de 2012, o método de velocidade radial (também conhecido como espectroscopia Doppler) era de longe a técnica mais produtiva usada pelos caçadores de planetas. (Depois de 2012, o método de trânsito da sonda espacial Kepler o ultrapassou em número). O sinal de velocidade radial é independente da distância, mas requer espectros de alta relação sinal-ruído para obter alta precisão e, portanto, geralmente é usado apenas para estrelas relativamente próximas, a cerca de 160 anos-luz da Terra, para encontrar planetas de menor massa. Também não é possível observar simultaneamente muitas estrelas-alvo ao mesmo tempo com um único telescópio. Planetas de massa de Júpiter podem ser detectáveis em torno de estrelas até alguns milhares de anos-luz de distância. Este método encontra facilmente planetas massivos que estão próximos das estrelas. Os espectrógrafos modernos também podem detectar facilmente planetas com a massa de Júpiter orbitando a 10 UA (unidade astronômica) de distância da estrela hospedeira, mas a detecção desses planetas requer muitos anos de observação. Planetas de massa terrestre são atualmente detectáveis apenas em órbitas muito pequenas em torno de estrelas de baixa massa, por exemplo Proxima Centauri b.
É mais fácil detectar planetas em torno de estrelas de baixa massa, por duas razões: Primeiro, essas estrelas são mais afetadas pelo puxão gravitacional dos planetas. A segunda razão é que as estrelas da sequência principal de baixa massa geralmente giram relativamente devagar. A rotação rápida torna os dados da linha espectral menos claros porque metade da estrela gira rapidamente para longe do ponto de vista do observador enquanto a outra metade se aproxima. Detectar planetas em torno de estrelas mais massivas é mais fácil se a estrela saiu da sequência principal, porque sair da sequência principal diminui a rotação da estrela.
Às vezes, a espectrografia Doppler produz sinais falsos, especialmente em sistemas multiplanetários e multiestrelares. Campos magnéticos e certos tipos de atividade estelar também podem dar sinais falsos. Quando a estrela hospedeira tem vários planetas, sinais falsos também podem surgir por ter dados insuficientes, de modo que várias soluções podem ajustar os dados, pois as estrelas geralmente não são observadas continuamente. Alguns dos sinais falsos podem ser eliminados analisando a estabilidade do sistema planetário, realizando análises fotométricas na estrela hospedeira e conhecendo seu período de rotação e períodos de ciclo de atividade estelar.
Planetas com órbitas altamente inclinadas para a linha de visão da Terra produzem oscilações visíveis menores e, portanto, são mais difíceis de detectar. Uma das vantagens do método da velocidade radial é que a excentricidade da órbita do planeta pode ser medida diretamente. Uma das principais desvantagens do método da velocidade radial é que ele só pode estimar a massa mínima de um planeta ({\displaystyle M_{\text{true}}*{\sin i}\,}). A distribuição posterior do ângulo de inclinação i depende da verdadeira distribuição de massa dos planetas. No entanto, quando existem vários planetas no sistema que orbitam relativamente próximos uns dos outros e têm massa suficiente, a análise de estabilidade orbital permite restringir a massa máxima desses planetas. O método da velocidade radial pode ser usado para confirmar as descobertas feitas pelo método de trânsito. Quando ambos os métodos são usados em combinação, a verdadeira massa do planeta pode ser estimada.
Embora a velocidade radial da estrela dê apenas a massa mínima de um planeta, se as linhas espectrais do planeta puderem ser distinguidas das linhas espectrais da estrela, então a velocidade radial do próprio planeta poderá ser encontrada, e isso dará a inclinação da órbita do planeta. Isso permite a medição da massa real do planeta. Isso também exclui falsos positivos e também fornece dados sobre a composição do planeta. A questão principal é que tal detecção só é possível se o planeta orbitar em torno de uma estrela relativamente brilhante e se o planeta refletir ou emitir muita luz.

### Fotometria de trânsito

Método de trânsito para detectar exoplanetas. O gráfico abaixo da imagem demonstra os níveis de luz recebidos ao longo do tempo pela Terra

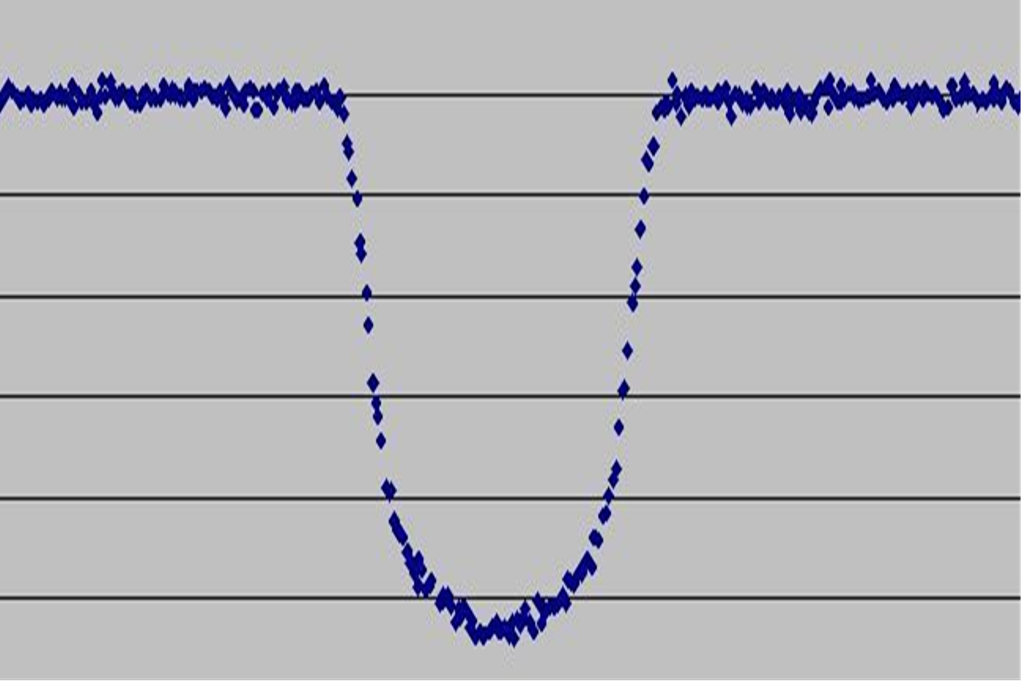
Fotometria de Kepler-6b

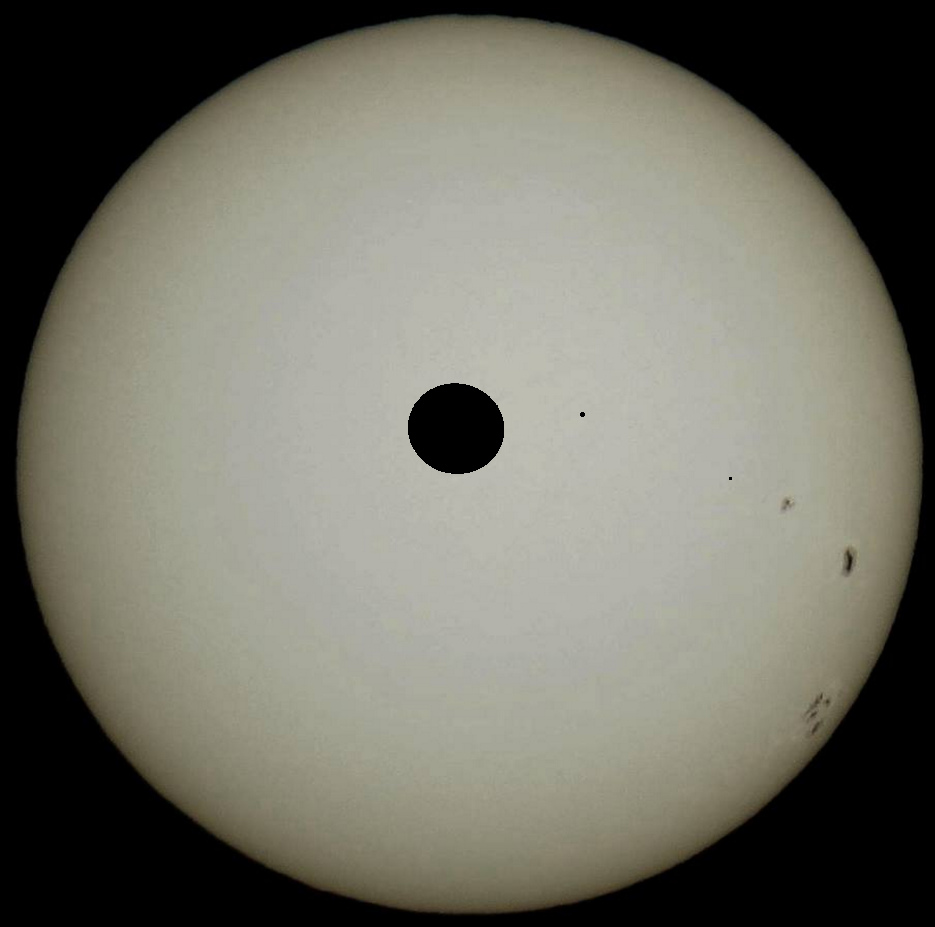
Uma silhueta simulada de Júpiter (e duas de suas luas) transitando pelo nosso Sol, visto de outro sistema estelar

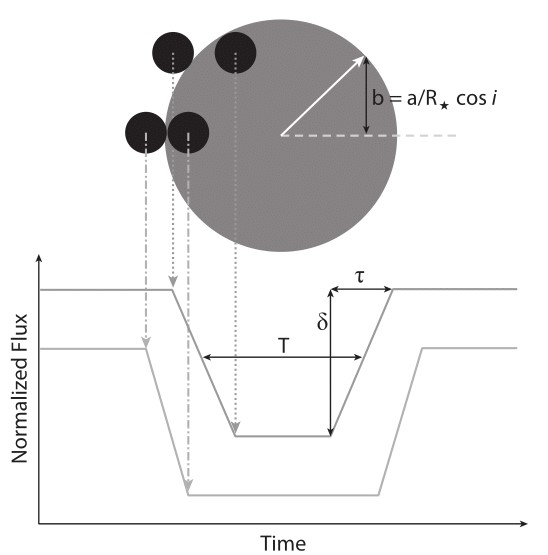
Curva teórica de luz de exoplanetas em trânsito. Esta imagem mostra a profundidade do trânsito (δ), a duração do trânsito (T) e a duração da entrada/saída (τ) de um exoplaneta em trânsito em relação à posição que o exoplaneta está em relação à estrela

#### Técnica, vantagens e desvantagens
Enquanto o método da velocidade radial fornece informações sobre a massa de um planeta, o método fotométrico pode determinar o raio do planeta. Se um planeta cruza (trânsito) na frente do disco de sua estrela hospedeira, o brilho visual observado da estrela diminui um pouco, dependendo dos tamanhos relativos da estrela e do planeta. Por exemplo, no caso de HD 209458, a estrela escurece em 1.7%. No entanto, a maioria dos sinais de trânsito são consideravelmente menores; por exemplo, um planeta do tamanho da Terra transitando por uma estrela parecida com o Sol produz um escurecimento de apenas 80 partes por milhão (0.008%).
Um modelo teórico de curva de luz de um exoplaneta em trânsito prevê as seguintes características de um sistema planetário observado: profundidade do trânsito (δ), duração do trânsito (T), duração da entrada/saída (τ) e período do exoplaneta (P). No entanto, essas quantidades observadas são baseadas em várias suposições. Por conveniência nos cálculos, assumimos que o planeta e a estrela são esféricos, o disco estelar é uniforme e a órbita é circular. Dependendo da posição relativa que um exoplaneta em trânsito observado está enquanto transita por uma estrela, os parâmetros físicos observados da curva de luz mudarão. A profundidade de trânsito (δ) de uma curva de luz em trânsito descreve a diminuição do fluxo normalizado da estrela durante um trânsito. Isso detalha o raio de um exoplaneta em comparação com o raio da estrela. Por exemplo, se um exoplaneta transita por uma estrela do tamanho do raio solar, um planeta com um raio maior aumentaria a profundidade do trânsito e um planeta com um raio menor diminuiria a profundidade do trânsito. A duração do trânsito (T) de um exoplaneta é o período de tempo que um planeta passa transitando por uma estrela. Este parâmetro observado muda em relação a quão rápido ou lento um planeta está se movendo em sua órbita enquanto transita pela estrela. A duração da entrada/saída (τ) de uma curva de luz em trânsito descreve o tempo que o planeta leva para cobrir totalmente a estrela (entrada) e descobrir totalmente a estrela (saída). Se um planeta transita de uma extremidade do diâmetro da estrela para a outra extremidade, a duração da entrada/saída é menor porque leva menos tempo para um planeta cobrir totalmente a estrela. Se um planeta transita por uma estrela em relação a qualquer outro ponto que não seja o diâmetro, a duração da entrada/saída aumenta à medida que você se afasta do diâmetro, porque o planeta passa mais tempo cobrindo parcialmente a estrela durante seu trânsito. A partir desses parâmetros observáveis, vários parâmetros físicos diferentes (semi-eixo maior, massa da estrela, raio da estrela, raio do planeta, excentricidade e inclinação) são determinados por meio de cálculos. Com a combinação de medições de velocidade radial da estrela, a massa do planeta também é determinada.
Este método tem duas grandes desvantagens. Primeiro, os trânsitos planetários são observáveis apenas quando a órbita do planeta está perfeitamente alinhada do ponto de vista dos astrônomos. A probabilidade de um plano orbital planetário estar diretamente na linha de visão de uma estrela é a razão entre o diâmetro da estrela e o diâmetro da órbita (em estrelas pequenas, o raio do planeta também é um fator importante). Cerca de 10% dos planetas com órbitas pequenas têm esse alinhamento, e a fração diminui para planetas com órbitas maiores. Para um planeta orbitando uma estrela do tamanho do Sol a 1 UA (unidade astronômica), a probabilidade de um alinhamento aleatório produzindo um trânsito é de 0.47%. Portanto, o método não pode garantir que qualquer estrela em particular não seja hospedeira de planetas. No entanto, ao escanear grandes áreas do céu contendo milhares ou mesmo centenas de milhares de estrelas de uma só vez, as pesquisas de trânsito podem encontrar mais exoplanetas do que o método da velocidade radial. Várias pesquisas adotaram essa abordagem, como o Projeto MEarth baseado em terra, SuperWASP, KELT e HATNet, bem como as missões CoRoT, Kepler e TESS baseadas no espaço. O método de trânsito também tem a vantagem de detectar planetas em torno de estrelas localizadas a alguns milhares de anos-luz de distância. Os planetas mais distantes detectados pelo Procura de Exoplanetas na Janela de Sagitário estão localizados perto do Centro Galáctico. No entanto, observações confiáveis de acompanhamento dessas estrelas são quase impossíveis com a tecnologia atual.
A segunda desvantagem deste método é uma alta taxa de detecções falsas. Um estudo de 2012 descobriu que a taxa de falsos positivos para trânsitos observados pela missão Kepler pode chegar a 40% em sistemas de um único planeta. Por esta razão, uma estrela com uma única detecção de trânsito requer confirmação adicional, normalmente a partir do método de velocidade radial ou método de modulação de brilho orbital. O método da velocidade radial é especialmente necessário para planetas do tamanho de Júpiter ou maiores, pois objetos desse tamanho abrangem não apenas planetas, mas também anãs marrons e até estrelas pequenas. Como a taxa de falsos positivos é muito baixa em estrelas com dois ou mais candidatos a planetas, essas detecções geralmente podem ser validadas sem extensas observações de acompanhamento. Alguns também podem ser confirmados através do método de variação do tempo de trânsito.
Muitos pontos de luz no céu têm variações de brilho que podem aparecer como planetas em trânsito por medições de fluxo. Falso-positivos no método de fotometria de trânsito surgem em três formas comuns: sistemas binários eclipsantes combinados, sistemas binários eclipsantes de pastejo e trânsitos por estrelas do tamanho de planetas. Os sistemas binários eclipsantes geralmente produzem eclipses profundos que os distinguem dos trânsitos de exoplanetas, uma vez que os planetas são geralmente menores que cerca de 2RJ, mas os eclipses são mais rasos para sistemas binários eclipsantes misturados ou pastando.
Os sistemas binários eclipsantes combinados consistem em um binário eclipsante normal misturado com uma terceira estrela (geralmente mais brilhante) ao longo da mesma linha de visão, geralmente a uma distância diferente. A luz constante da terceira estrela dilui a profundidade medida do eclipse, de modo que a curva de luz pode se assemelhar à de um exoplaneta em trânsito. Nesses casos, o alvo geralmente contém uma grande sequência principal primária com uma pequena sequência principal secundária ou uma estrela gigante com uma sequência principal secundária.
Sistemas binários eclipsantes de pastejo são sistemas nos quais um objeto mal roçará o membro do outro. Nesses casos, a profundidade máxima de trânsito da curva de luz não será proporcional à razão dos quadrados dos raios das duas estrelas, mas dependerá apenas da pequena fração do primário que é bloqueado pelo secundário. A pequena queda medida no fluxo pode imitar a de um trânsito de exoplanetas. Alguns dos casos falsos positivos desta categoria podem ser facilmente encontrados se o sistema binário eclipsante tiver uma órbita circular, com os dois companheiros tendo massas diferentes. Devido à natureza cíclica da órbita, haveria dois eventos eclipsantes, um dos primários ocultando o secundário e vice-versa. Se as duas estrelas tiverem massas significativamente diferentes, e raios e luminosidades diferentes, esses dois eclipses teriam profundidades diferentes. Essa repetição de um evento de trânsito raso e profundo pode ser facilmente detectada e, assim, permitir que o sistema seja reconhecido como um sistema binário eclipsante de pastejo. No entanto, se as duas companheiras estelares tiverem aproximadamente a mesma massa, esses dois eclipses seriam indistinguíveis, tornando impossível demonstrar que um sistema binário eclipsante está sendo observado usando apenas as medidas de fotometria de trânsito.

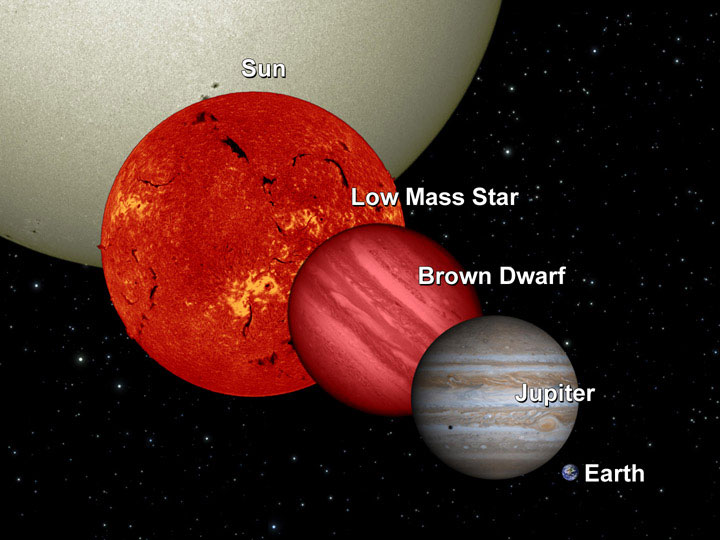
Esta imagem mostra os tamanhos relativos de anãs marrons e grandes planetas

Finalmente, existem dois tipos de estrelas que são aproximadamente do mesmo tamanho dos gigantes gasosos, anãs brancas e anãs marrons. Isso se deve ao fato de que os gigantes gasosos, anãs brancas e anãs marrons são todos sustentados pela pressão de elétrons degenerados. A curva de luz não discrimina entre massas, pois depende apenas do tamanho do objeto em trânsito. Quando possível, as medições de velocidade radial são usadas para verificar se o corpo em trânsito ou eclipsante é de massa planetária, o que significa menos de 13MJ. Variações de tempo de trânsito também podem determinar MP. Tomografia Doppler com órbita de velocidade radial conhecida pode obter MP mínimo e alinhamento de órbita simples projetada.
As estrelas ramificadas de gigantes vermelhas têm outro problema para detectar planetas ao seu redor: enquanto os planetas ao redor dessas estrelas são muito mais propensos a transitar devido ao tamanho maior da estrela, esses sinais de trânsito são difíceis de separar da curva de luz de brilho da estrela principal, pois as gigantes vermelhas têm pulsações de brilho com um período de algumas horas a dias. Isto é especialmente notável com subgigantes. Além disso, essas estrelas são muito mais luminosas e os planetas em trânsito bloqueiam uma porcentagem muito menor de luz proveniente dessas estrelas. Em contraste, os planetas podem ocultar completamente uma estrela muito pequena, como uma estrela de nêutrons ou uma anã branca, um evento que seria facilmente detectável da Terra. No entanto, devido ao pequeno tamanho das estrelas, a chance de um planeta se alinhar com um remanescente estelar é extremamente pequena.

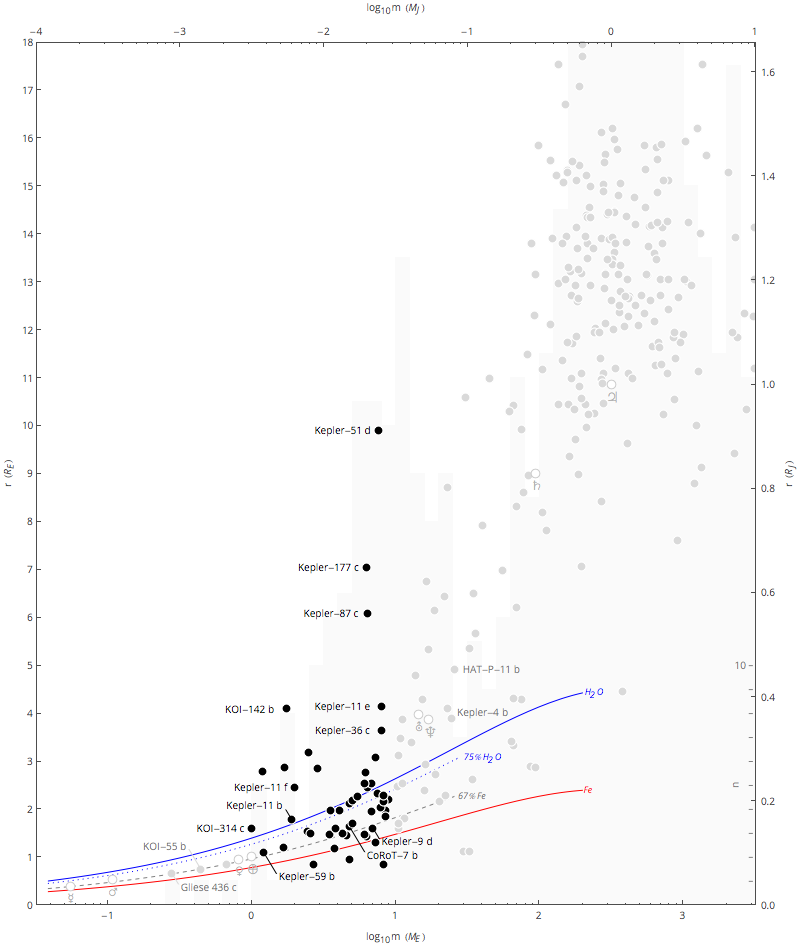
Propriedades (massa e raio) de planetas descobertos usando o método de trânsito, em comparação com a distribuição, n (gráfico de barras cinza claro), de massas mínimas de exoplanetas em trânsito e não em trânsito. Super-Terras em preto

A principal vantagem do método de trânsito é que o tamanho do planeta pode ser determinado a partir da curva de luz. Quando combinado com o método da velocidade radial (que determina a massa do planeta), pode-se determinar a densidade do planeta e, portanto, aprender algo sobre a estrutura física do planeta. Os planetas que foram estudados por ambos os métodos são de longe os mais bem caracterizados de todos os exoplanetas conhecidos.
O método de trânsito também permite estudar a atmosfera do planeta em trânsito. Quando o planeta transita pela estrela, a luz da estrela passa pela atmosfera superior do planeta. Ao estudar cuidadosamente o espectro estelar de alta resolução, pode-se detectar elementos presentes na atmosfera do planeta. Uma atmosfera planetária, e um planeta para esse assunto, também pode ser detectado medindo a polarização da luz estelar à medida que ela passa ou é refletida pela atmosfera do planeta.
Além disso, o eclipse secundário (quando o planeta é bloqueado por sua estrela) permite a medição direta da radiação do planeta e ajuda a restringir a excentricidade orbital do planeta sem precisar da presença de outros planetas. Se a intensidade fotométrica da estrela durante o eclipse secundário for subtraída de sua intensidade antes ou depois, resta apenas o sinal causado pelo planeta. É então possível medir a temperatura do planeta e até mesmo detectar possíveis sinais de formações de nuvens nele. Em março de 2005, dois grupos de cientistas realizaram medições usando esta técnica com o Telescópio Espacial Spitzer. As duas equipes, do Harvard-Smithsonian Center for Astrophysics, liderado por David Charbonneau, e do Centro de Voos Espaciais Goddard da NASA, liderado por L. D. Deming, estudaram os planetas TrES-1b e HD 209458 b, respectivamente. As medições revelaram as temperaturas dos planetas: 1.060 K (790 °C) para TrES-1b e cerca de 1.130 K (860 °C) para HD 209458 b. Além disso, o Netuno quente Gliese 436 b é conhecido por entrar no eclipse secundário. No entanto, alguns planetas em trânsito orbitam de tal forma que não entram em eclipse secundário em relação à Terra; HD 17156 b tem mais de 90% de probabilidade de ser um dos últimos.

#### História
Uma missão da Agência Espacial Francesa (CNES), CoRoT, começou em 2006 para procurar trânsitos planetários da órbita, onde a ausência de cintilação atmosférica permite maior precisão. Esta missão foi projetada para ser capaz de detectar planetas "algumas vezes até várias vezes maiores que a Terra" e teve um desempenho "melhor do que o esperado", com duas descobertas de exoplanetas (ambas do tipo "Júpiter quente") no início de 2008. Em junho de 2013, a contagem de exoplanetas do CoRoT era de 32, com vários ainda a serem confirmados. O satélite inesperadamente parou de transmitir dados em novembro de 2012 (após sua missão ter sido estendida duas vezes) e foi aposentado em junho de 2013.
Em março de 2009, a missão Kepler da NASA foi lançada para escanear um grande número de estrelas na constelação de Cygnus com uma precisão de medição esperada para detectar e caracterizar planetas do tamanho da Terra. A missão Kepler da NASA usa o método de trânsito para escanear cem mil estrelas em busca de planetas. Esperava-se que, ao final de sua missão de 3.5 anos, o satélite tivesse coletado dados suficientes para revelar planetas ainda menores que a Terra. Ao escanear cem mil estrelas simultaneamente, ele não só foi capaz de detectar planetas do tamanho da Terra, mas também de coletar estatísticas sobre o número desses planetas em torno de estrelas semelhantes ao Sol.
Em 2 de fevereiro de 2011, a equipe do Kepler divulgou uma lista de 1.235 candidatos a exoplanetas, incluindo 54 que podem estar na zona habitável. Em 5 de dezembro de 2011, a equipe do Kepler anunciou que havia descoberto 2.326 candidatos planetários, dos quais 207 são semelhantes em tamanho à Terra, 680 são do tamanho da super-Terra, 1.181 são do tamanho de Netuno, 203 são do tamanho de Júpiter e 55 são ainda maiores do que Júpiter. Comparado com os números de fevereiro de 2011, o número de planetas do tamanho da Terra e do tamanho da super-Terra aumentou 200% e 140%, respectivamente. Além disso, 48 candidatos a planetas foram encontrados nas zonas habitáveis das estrelas pesquisadas, marcando uma diminuição em relação aos números de fevereiro; isso se deveu aos critérios mais rigorosos em uso nos dados de dezembro. Em junho de 2013, o número de candidatos a planetas aumentou para 3.278 e alguns planetas confirmados eram menores que a Terra, alguns até do tamanho de Marte (como Kepler-62c) e um ainda menor que Mercúrio (Kepler-37b).

### Modulações de reflexão e emissão
Planetas de curto período em órbitas próximas em torno de suas estrelas sofrerão variações de luz refletida porque, como a Lua, passarão por fases de cheias a novas e vice-versa. Além disso, como esses planetas recebem muita luz das estrelas, eles os aquecem, tornando as emissões térmicas potencialmente detectáveis. Como os telescópios não conseguem distinguir o planeta da estrela, eles veem apenas a luz combinada, e o brilho da estrela hospedeira parece mudar em cada órbita de maneira periódica. Embora o efeito seja pequeno, a precisão fotométrica necessária é aproximadamente a mesma para detectar um planeta do tamanho da Terra em trânsito por uma estrela do tipo solar, esses planetas do tamanho de Júpiter com um período orbital de alguns dias são detectáveis por telescópios espaciais como como o Telescópio Espacial Kepler. Como com o método de trânsito, é mais fácil detectar planetas grandes orbitando perto de sua estrela hospedeira do que outros planetas, pois esses planetas captam mais luz de sua estrela hospedeira. Quando um planeta tem um alto albedo e está situado em torno de uma estrela relativamente luminosa, suas variações de luz são mais fáceis de detectar na luz visível, enquanto planetas mais escuros ou planetas em torno de estrelas de baixa temperatura são mais facilmente detectáveis com luz infravermelha com este método. A longo prazo, esse método pode encontrar a maioria dos planetas que serão descobertos por essa missão porque a variação da luz refletida com a fase orbital é amplamente independente da inclinação orbital e não exige que o planeta passe na frente do disco da estrela. Ele ainda não pode detectar planetas com órbitas circulares do ponto de vista da Terra, pois a quantidade de luz refletida não muda durante sua órbita.
A função de fase do planeta gigante também é uma função de suas propriedades térmicas e atmosfera, se houver. Portanto, a curva de fase pode restringir outras propriedades do planeta, como a distribuição de tamanho das partículas atmosféricas. Quando um planeta é encontrado em trânsito e seu tamanho é conhecido, a curva de variações de fase ajuda a calcular ou restringir o albedo do planeta. É mais difícil com planetas muito quentes, pois o brilho do planeta pode interferir ao tentar calcular o albedo. Em teoria, o albedo também pode ser encontrado em planetas não transitórios ao observar as variações de luz com múltiplos comprimentos de onda. Isso permite que os cientistas encontrem o tamanho do planeta, mesmo que o planeta não esteja transitando pela estrela.
A primeira detecção direta do espectro de luz visível refletida de um exoplaneta foi feita em 2015 por uma equipe internacional de astrônomos. Os astrônomos estudaram a luz de 51 Pegasi b, o primeiro exoplaneta descoberto orbitando uma estrela da sequência principal (uma estrela parecida com o Sol), usando o instrumento High Accuracy Radial velocity Planet Searcher (HARPS) no Observatório de La Silla do Observatório Europeu do Sul, no Chile.
Tanto o CoRoT quanto o Kepler mediram a luz refletida dos planetas. No entanto, esses planetas já eram conhecidos desde que transitam sua estrela hospedeira. Os primeiros planetas descobertos por este método são Kepler-70b e Kepler-70c, encontrados por Kepler.

### Radiação relativística
Um novo método separado para detectar exoplanetas a partir de variações de luz usa o feixe relativístico do fluxo observado da estrela devido ao seu movimento. Também é conhecido como Doppler irradiante ou impulso de Doppler. O método foi proposto pela primeira vez por Abraham Loeb e Scott Gaudi em 2003. À medida que o planeta puxa a estrela com sua gravidade, a densidade de fótons e, portanto, o brilho aparente da estrela muda do ponto de vista do observador. Assim como o método da velocidade radial, ele pode ser usado para determinar a excentricidade orbital e a massa mínima do planeta. Com este método, é mais fácil detectar planetas massivos próximos de suas estrelas, pois esses fatores aumentam o movimento da estrela. Ao contrário do método de velocidade radial, ele não requer um espectro preciso de uma estrela e, portanto, pode ser usado mais facilmente para encontrar planetas em torno de estrelas de rotação rápida e estrelas mais distantes.
Uma das maiores desvantagens deste método é que o efeito de variação da luz é muito pequeno. Um planeta com massa de Júpiter orbitando a 0.025 UA (unidade astronômica) de distância de uma estrela parecida com o Sol é quase imperceptível mesmo quando a órbita está de lado. Este não é um método ideal para descobrir novos planetas, pois a quantidade de luz estelar emitida e refletida do planeta é geralmente muito maior do que as variações de luz devido à radiação relativística. Este método ainda é útil, no entanto, pois permite a medição da massa do planeta sem a necessidade de coleta de dados de acompanhamento de observações de velocidade radial.
A primeira descoberta de um planeta usando este método (Kepler-76b) foi anunciada em 2013.

### Variações elipsoidais
Planetas massivos podem causar pequenas distorções de maré em suas estrelas hospedeiras. Quando uma estrela tem uma forma ligeiramente elipsoidal, seu brilho aparente varia, dependendo se a parte oblata da estrela está voltada para o ponto de vista do observador. Assim como o método de radiação relativística, ele ajuda a determinar a massa mínima do planeta, e sua sensibilidade depende da inclinação orbital do planeta. A extensão do efeito no brilho aparente de uma estrela pode ser muito maior do que com o método de radiação relativística, mas o ciclo de mudança de brilho é duas vezes mais rápido. Além disso, o planeta distorce mais a forma da estrela se tiver uma baixa relação semi-eixo maior para raio estelar e a densidade da estrela for baixa. Isso torna esse método adequado para encontrar planetas em torno de estrelas que deixaram a sequência principal.

### Tempo de pulsar

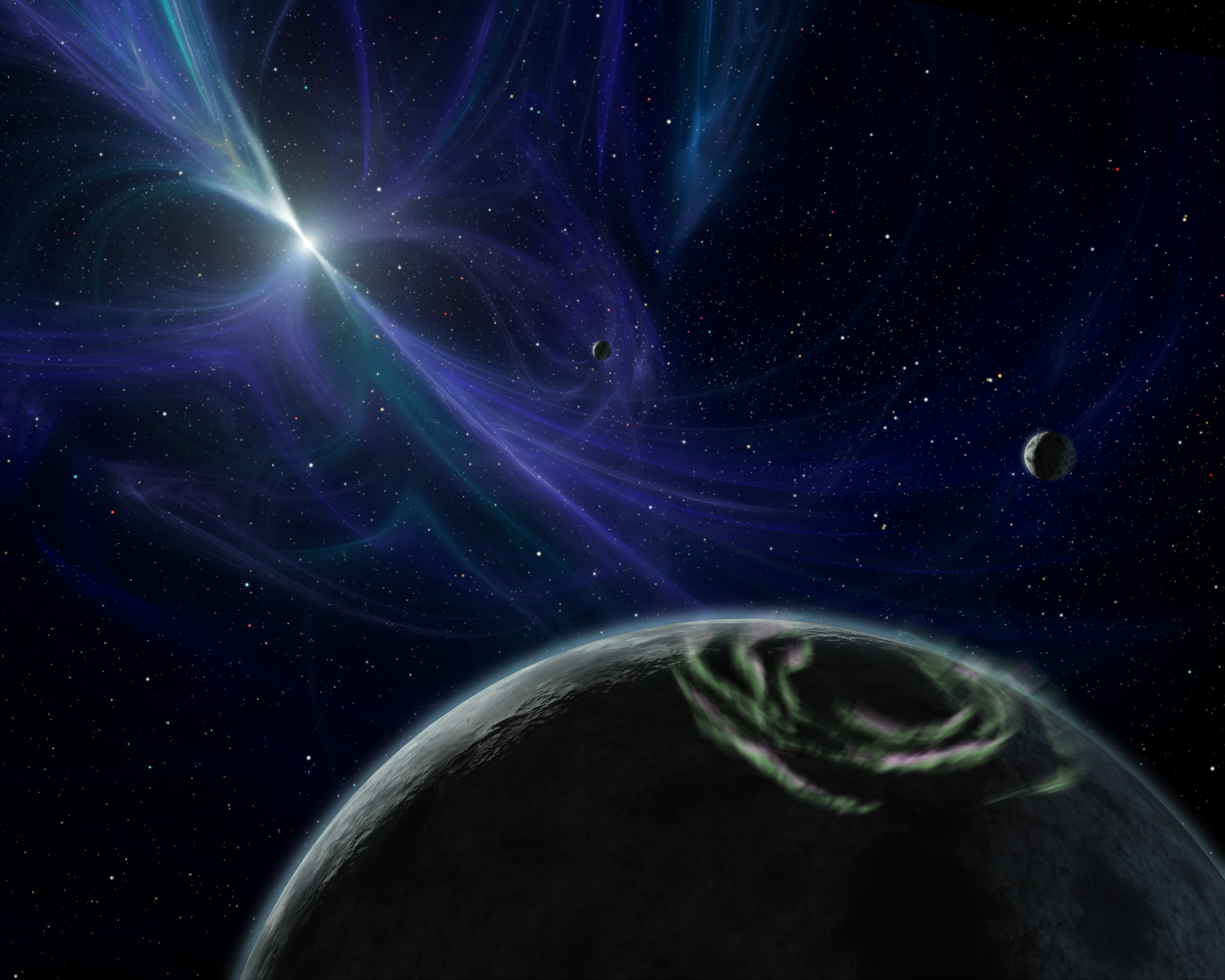
Impressão artística do sistema planetário do pulsar PSR B1257+12

Um pulsar é uma estrela de nêutrons: o pequeno e ultradenso remanescente de uma estrela que explodiu como uma supernova. Os pulsares emitem ondas de rádio com extrema regularidade à medida que giram. Como a rotação intrínseca de um pulsar é tão regular, pequenas anomalias no tempo de seus pulsos de rádio observados podem ser usadas para rastrear o movimento do pulsar. Como uma estrela comum, um pulsar se moverá em sua própria órbita pequena se tiver um planeta. Cálculos baseados em observações de tempo de pulso podem então revelar os parâmetros dessa órbita.
Este método não foi originalmente projetado para a detecção de planetas, mas é tão sensível que é capaz de detectar planetas muito menores do que qualquer outro método, até menos de um décimo da massa da Terra. Também é capaz de detectar perturbações gravitacionais mútuas entre os vários membros de um sistema planetário, revelando assim mais informações sobre esses planetas e seus parâmetros orbitais. Além disso, pode detectar facilmente planetas que estão relativamente distantes do pulsar. Existem duas desvantagens principais no método de temporização do pulsar: os pulsares são relativamente raros e são necessárias circunstâncias especiais para que um planeta se forme em torno de um pulsar. Portanto, é improvável que um grande número de planetas seja encontrado dessa maneira. Além disso, a vida provavelmente não sobreviveria em planetas que orbitam pulsares devido à alta intensidade da radiação no ambiente.
Em 1992, Aleksander Wolszczan e Dale Frail usaram esse método para descobrir planetas ao redor do pulsar PSR B1257+12. Sua descoberta foi rapidamente confirmada, tornando-se a primeira confirmação de planetas fora do Sistema Solar.

### Tempo de estrela variável
Como os pulsares, alguns outros tipos de estrelas variáveis pulsantes são regulares o suficiente para que a velocidade radial possa ser determinada puramente fotometricamente a partir do deslocamento Doppler da frequência de pulsação, sem a necessidade de espectroscopia. Este método não é tão sensível quanto o método de variação de tempo de pulsar, devido à atividade periódica ser mais longa e menos regular. A facilidade de detectar planetas em torno de uma estrela variável depende do período de pulsação da estrela, da regularidade das pulsações, da massa do planeta e de sua distância da estrela hospedeira.
O primeiro sucesso com este método veio em 2007, quando V391 Pegasi b foi descoberto em torno de uma estrela subanã pulsante.

### Tempo de trânsito

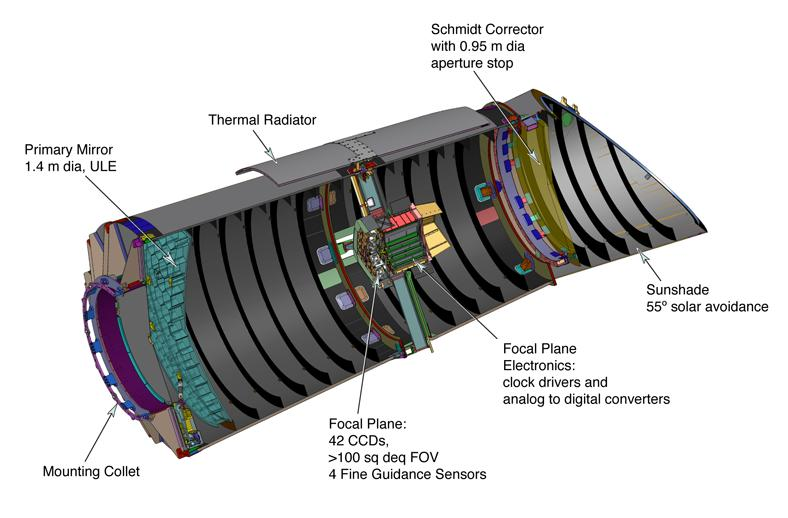
A Missão Kepler, uma missão da NASA que é capaz de detectar exoplanetas

O método de variação do tempo de trânsito considera se os trânsitos ocorrem com periodicidade estrita ou se há variação. Quando vários planetas em trânsito são detectados, eles geralmente podem ser confirmados com o método de variação de tempo de trânsito. Isso é útil em sistemas planetários distantes da estrela, onde os métodos de velocidade radial não podem detectá-los devido à baixa relação sinal-ruído. Se um planeta foi detectado pelo método de trânsito, então as variações no tempo do trânsito fornecem um método extremamente sensível para detectar planetas não transitórios adicionais no sistema com massas comparáveis à da Terra. É mais fácil detectar variações de tempo de trânsito se os planetas tiverem órbitas relativamente próximas e quando pelo menos um dos planetas for mais massivo, fazendo com que o período orbital de um planeta menos massivo seja mais perturbado.
A principal desvantagem do método de tempo de trânsito é que geralmente não se pode aprender muito sobre o próprio planeta. A variação do tempo de trânsito pode ajudar a determinar a massa máxima de um planeta. Na maioria dos casos, pode confirmar se um objeto tem uma massa planetária, mas não impõe restrições estreitas à sua massa. No entanto, existem exceções, já que os planetas nos sistemas Kepler-36 e Kepler-88 orbitam perto o suficiente para determinar com precisão suas massas.
A primeira detecção significativa de um planeta não em trânsito usando variação de tempo de trânsito foi realizada com a sonda espacial Kepler da NASA. O planeta em trânsito Kepler-19b mostra variação de tempo de trânsito com uma amplitude de cinco minutos e um período de cerca de 300 dias, indicando a presença de um segundo planeta, Kepler-19c, que tem um período que é um múltiplo quase racional do período do planeta em trânsito.
Nos planetas circumbinários, as variações do tempo de trânsito são causadas principalmente pelo movimento orbital das estrelas, em vez de perturbações gravitacionais de outros planetas. Essas variações dificultam a detecção desses planetas por meio de métodos automatizados. No entanto, torna esses planetas fáceis de confirmar assim que são detectados.

### Variação da duração do trânsito
"Variação de duração" refere-se a mudanças na duração do trânsito. As variações de duração podem ser causadas por uma exolua, precessão apsidal para planetas excêntricos devido a outro planeta no mesmo sistema ou a relatividade geral.
Quando um planeta circumbinário é encontrado através do método de trânsito, pode ser facilmente confirmado com o método de variação da duração do trânsito. Em sistemas binários próximos, as estrelas alteram significativamente o movimento da companheira, o que significa que qualquer planeta em trânsito tem variação significativa na duração do trânsito. A primeira confirmação veio do Kepler-16b.

### Tempo mínimo de binário eclipsante
Quando um sistema estelar binário está alinhado de tal forma que, do ponto de vista da Terra, as estrelas passam uma em frente à outra em suas órbitas, o sistema é chamado de sistema estelar “binário eclipsante”. O tempo de luz mínima, quando a estrela com a superfície mais brilhante é pelo menos parcialmente obscurecida pelo disco da outra estrela, é chamado de eclipse primário, e aproximadamente meia órbita depois, o eclipse secundário ocorre quando a estrela com área de superfície mais brilhante obscurece alguma parte da outra estrela. Esses tempos de luz mínima, ou eclipses centrais, constituem um carimbo de tempo no sistema, muito parecido com os pulsos de um pulsar (exceto que, em vez de um flash, eles são uma queda no brilho). Se houver um planeta em órbita circumbinária em torno das estrelas binárias, as estrelas serão deslocadas em torno de um centro de massa do planeta binário. À medida que as estrelas no binário são deslocadas para frente e para trás pelo planeta, os tempos dos mínimos do eclipse variam. A periodicidade desse deslocamento pode ser a maneira mais confiável de detectar exoplanetas em torno de sistemas binários próximos. Com este método, os planetas são mais facilmente detectáveis se forem mais massivos, orbitarem relativamente próximos ao redor do sistema e se as estrelas tiverem pouca massa.
O método de temporização eclipsante permite a detecção de planetas mais distantes da estrela hospedeira do que o método de trânsito. No entanto, os sinais em torno de estrelas variáveis cataclísmicas sugerindo planetas tendem a corresponder a órbitas instáveis. Em 2011, Kepler-16b tornou-se o primeiro planeta a ser definitivamente caracterizado através de variações de tempo binário eclipsantes.

### Microlente gravitacional

Microlente gravitacional

A microlente gravitacional ocorre quando o campo gravitacional de uma estrela age como uma lente, ampliando a luz de uma estrela distante de fundo. Este efeito ocorre apenas quando as duas estrelas estão quase exatamente alinhadas. Os eventos de lente são breves, durando semanas ou dias, pois as duas estrelas e a Terra estão se movendo uma em relação à outra. Mais de mil desses eventos foram observados nos últimos dez anos.
Se a estrela de lente em primeiro plano tem um planeta, então o próprio campo gravitacional desse planeta pode fazer uma contribuição detectável para o efeito de lente. Como isso requer um alinhamento altamente improvável, um número muito grande de estrelas distantes deve ser monitorado continuamente para detectar contribuições de microlentes planetárias a uma taxa razoável. Este método é mais frutífero para planetas entre a Terra e o centro da galáxia, pois o centro galáctico fornece um grande número de estrelas de fundo.
Em 1991, os astrônomos Shude Mao e Bohdan Paczyński propuseram o uso de microlentes gravitacionais para procurar companheiros binários de estrelas, e sua proposta foi refinada por Andy Gould e Abraham Loeb em 1992 como um método para detectar exoplanetas. Os sucessos com o método datam de 2002, quando um grupo de astrônomos poloneses (Andrzej Udalski, Marcin Kubiak e Michał Szymański de Varsóvia e Bohdan Paczyński) durante o projeto OGLE (Optical Gravitational Lensing Experiment) desenvolveu uma técnica viável. Durante um mês, eles encontraram vários planetas possíveis, embora limitações nas observações impedissem uma confirmação clara. Desde então, vários exoplanetas confirmados foram detectados usando microlente. Este foi o primeiro método capaz de detectar planetas de massa semelhante à da Terra em torno de estrelas comuns da sequência principal.
Ao contrário da maioria dos outros métodos, que têm viés de detecção para planetas com órbitas pequenas (ou para imagens resolvidas, grandes), o método de microlente é mais sensível para detectar planetas a cerca de 1-10 unidades astronômicas de distância das estrelas semelhantes ao Sol.
Uma desvantagem notável do método é que a lente não pode ser repetida, porque o alinhamento casual nunca ocorre novamente. Além disso, os planetas detectados tenderão a estar a vários kiloparsecs de distância, portanto, observações de acompanhamento com outros métodos geralmente são impossíveis. Além disso, a única característica física que pode ser determinada por microlente é a massa do planeta, dentro de restrições frouxas. As propriedades orbitais também tendem a não ser claras, pois a única característica orbital que pode ser determinada diretamente é seu semi-eixo maior atual da estrela hospedeira, o que pode ser enganoso se o planeta seguir uma órbita excêntrica. Quando o planeta está longe de sua estrela, ele passa apenas uma pequena parte de sua órbita em um estado em que é detectável com esse método, de modo que o período orbital do planeta não pode ser facilmente determinado. Também é mais fácil detectar planetas em torno de estrelas de baixa massa, pois o efeito de microlente gravitacional aumenta com a proporção de massa planeta-estrela.
As principais vantagens do método de microlente gravitacional são que ele pode detectar planetas de baixa massa (em princípio até a massa de Marte com futuros projetos espaciais como o WFIRST); ele pode detectar planetas em órbitas amplas comparáveis a Saturno e Urano, que têm períodos orbitais muito longos para a velocidade radial ou métodos de trânsito; e pode detectar planetas em torno de estrelas muito distantes. Quando estrelas de fundo suficientes puderem ser observadas com precisão suficiente, o método deverá revelar como planetas semelhantes à Terra são comuns na galáxia.
As observações são geralmente realizadas usando redes de telescópios robóticos. Além do OGLE, financiado pelo Conselho Europeu de Pesquisa, o grupo Microlensing Observations in Astrophysics (MOA) está trabalhando para aperfeiçoar essa abordagem.
O projeto PLANET (Probing Lensing Anomalies Network)/RoboNet é ainda mais ambicioso. Ele permite uma cobertura quase contínua 24 horas por dia por uma rede de telescópios de alcance mundial, oferecendo a oportunidade de captar contribuições de microlentes de planetas com massas tão baixas quanto a da Terra. Esta estratégia foi bem sucedida na detecção do primeiro planeta de baixa massa em uma órbita ampla, designado OGLE-2005-BLG-390Lb.

### Imagem direta

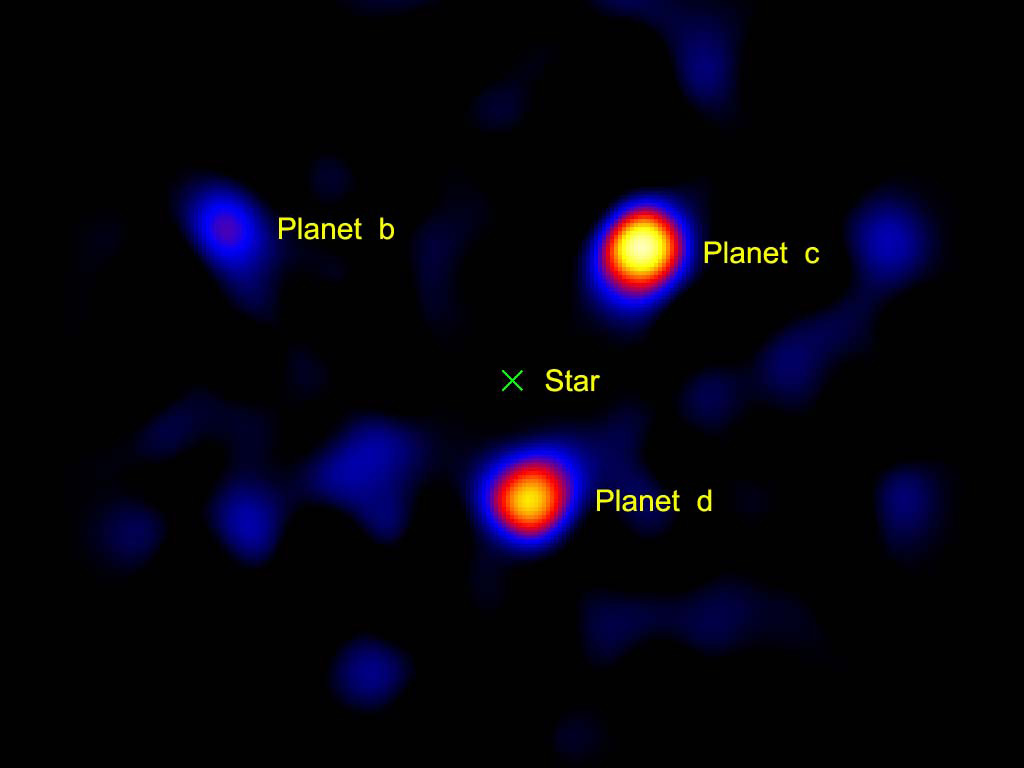
Imagem direta de exoplanetas ao redor da estrela HR 8799 usando um coronógrafo de vórtice em uma porção de 1.5 m do Telescópio Hale

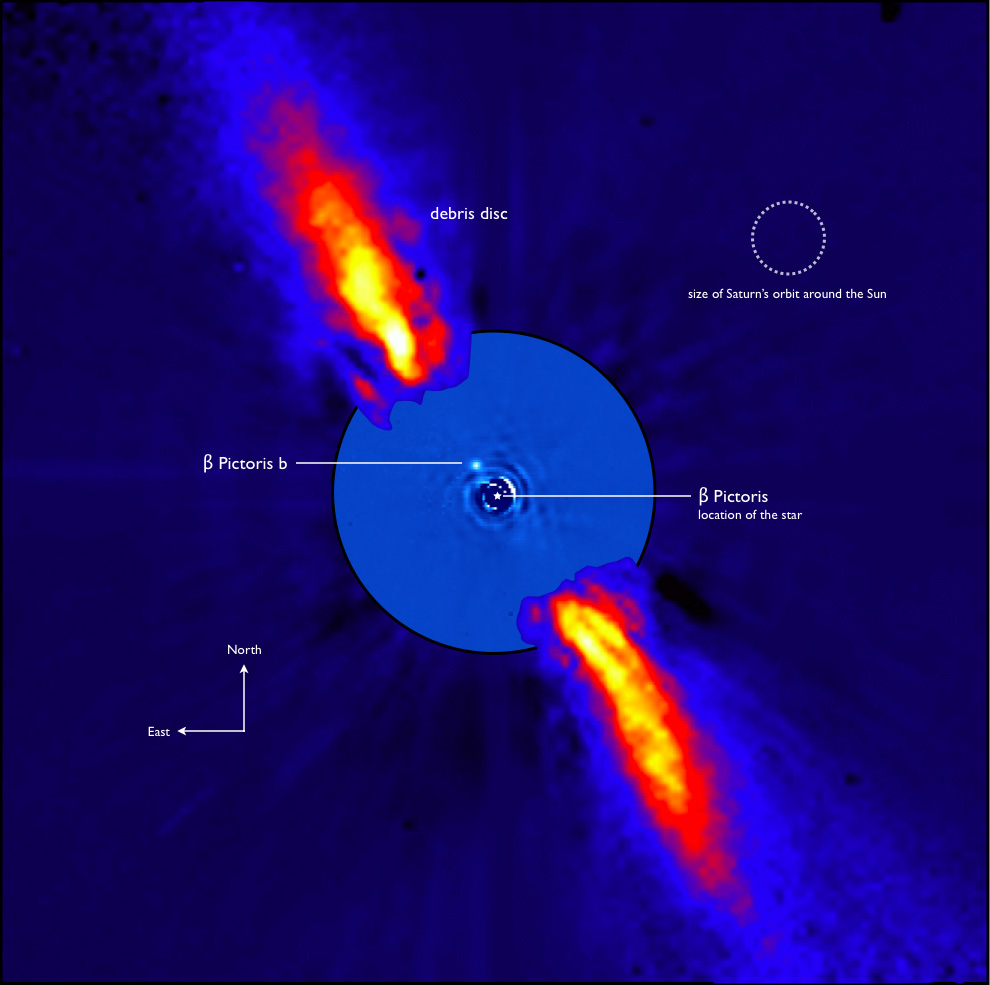
Imagem do ESO de um planeta perto de Beta Pictoris

Os planetas são fontes de luz extremamente fracas em comparação com as estrelas, e a pouca luz que vem deles tende a ser perdida no brilho de sua estrela hospedeira. Portanto, em geral, é muito difícil detectá-los e resolvê-los diretamente de sua estrela hospedeira. Planetas que orbitam longe o suficiente das estrelas para serem resolvidos refletem muito pouca luz estelar, então os planetas são detectados através de sua emissão térmica. É mais fácil obter imagens quando o sistema estelar está relativamente próximo da estrela hospedeira e quando o planeta é especialmente grande (consideravelmente maior que Júpiter), amplamente separado de sua estrela hospedeira e quente de modo que emite intensa radiação infravermelha; imagens foram então feitas no infravermelho, onde o planeta é mais brilhante do que em comprimentos de onda visíveis. Coronógrafos são usados para bloquear a luz da estrela, deixando o planeta visível. A imagem direta de um exoplaneta semelhante à Terra requer extrema estabilidade optotérmica. Durante a fase de acreção da formação planetária, o contraste estrela-planeta pode ser ainda melhor em H-alfa do que em infravermelho, uma pesquisa de H-alfa está em andamento.

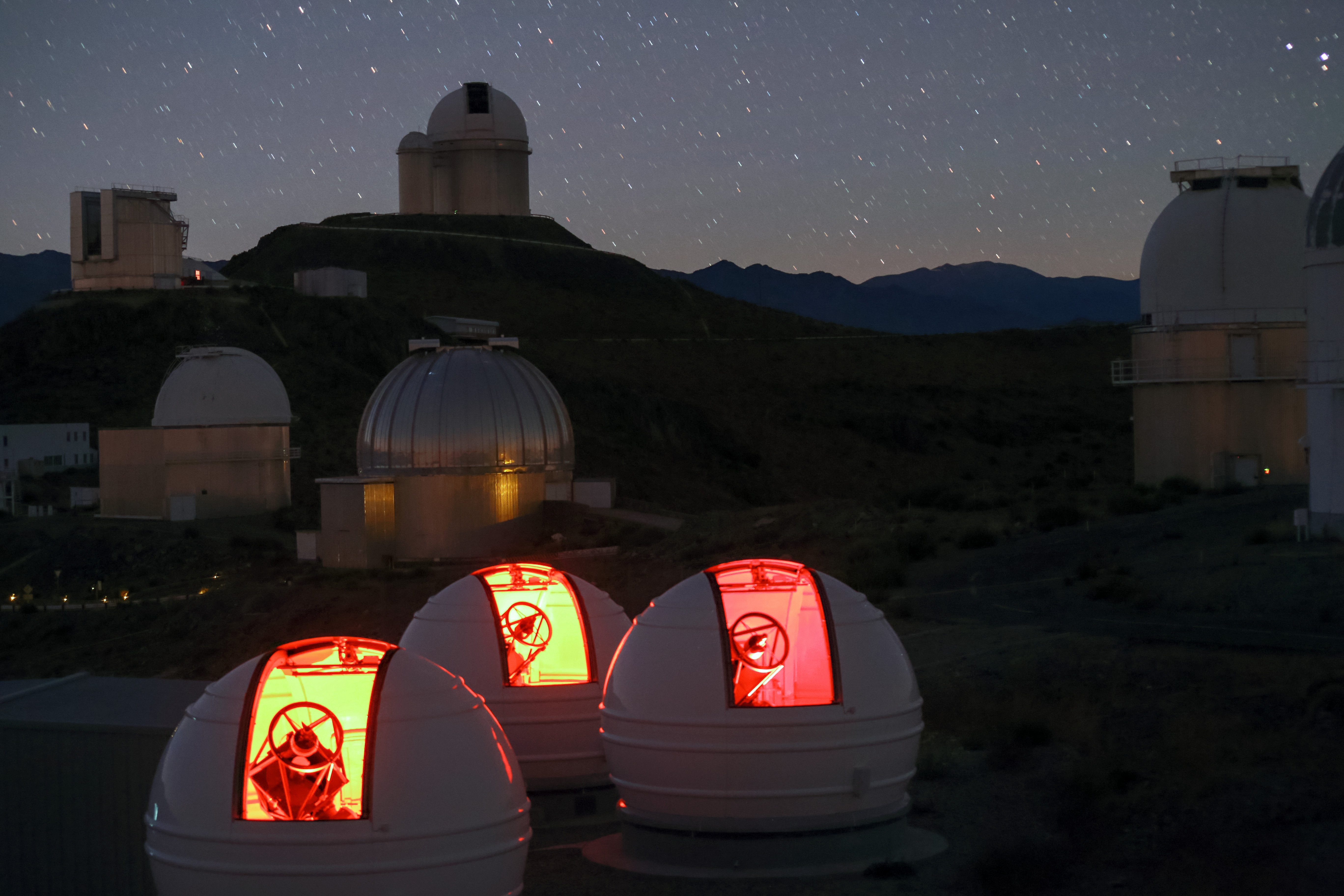
Os telescópios ExTrA em La Silla observam em comprimentos de onda infravermelhos e adicionam informações espectrais às medições fotométricas usuais

A imagem direta pode fornecer apenas restrições frouxas da massa do planeta, que é derivada da idade da estrela e da temperatura do planeta. A massa pode variar consideravelmente, pois os planetas podem se formar vários milhões de anos após a formação da estrela. Quanto mais frio o planeta, menor a massa do planeta precisa ser. Em alguns casos, é possível dar restrições razoáveis ao raio de um planeta com base na temperatura do planeta, seu brilho aparente e sua distância da Terra. Os espectros emitidos pelos planetas não precisam ser separados da estrela, o que facilita a determinação da composição química dos planetas.
Às vezes, são necessárias observações em vários comprimentos de onda para descartar que o planeta seja uma anã marrom. Imagens diretas podem ser usadas para medir com precisão a órbita do planeta ao redor da estrela. Ao contrário da maioria dos outros métodos, a imagem direta funciona melhor com planetas com órbitas de face em vez de órbitas de borda, já que um planeta em uma órbita de face é observável durante toda a órbita do planeta, enquanto planetas com órbita de borda as órbitas são mais facilmente observáveis durante o período de maior separação aparente da estrela hospedeira.
Os planetas detectados através de imagens diretas atualmente se enquadram em duas categorias. Primeiro, os planetas são encontrados em torno de estrelas mais massivas que o Sol, que são jovens o suficiente para ter discos protoplanetários. A segunda categoria consiste em possíveis anãs submarrons encontradas em torno de estrelas muito fracas, ou anãs marrons que estão a pelo menos 100 UA (unidade astronômica) de distância de suas estrelas hospedeiras.
Objetos de massa planetária não ligados gravitacionalmente a uma estrela também são encontrados através de imagens diretas.

#### Primeiras descobertas

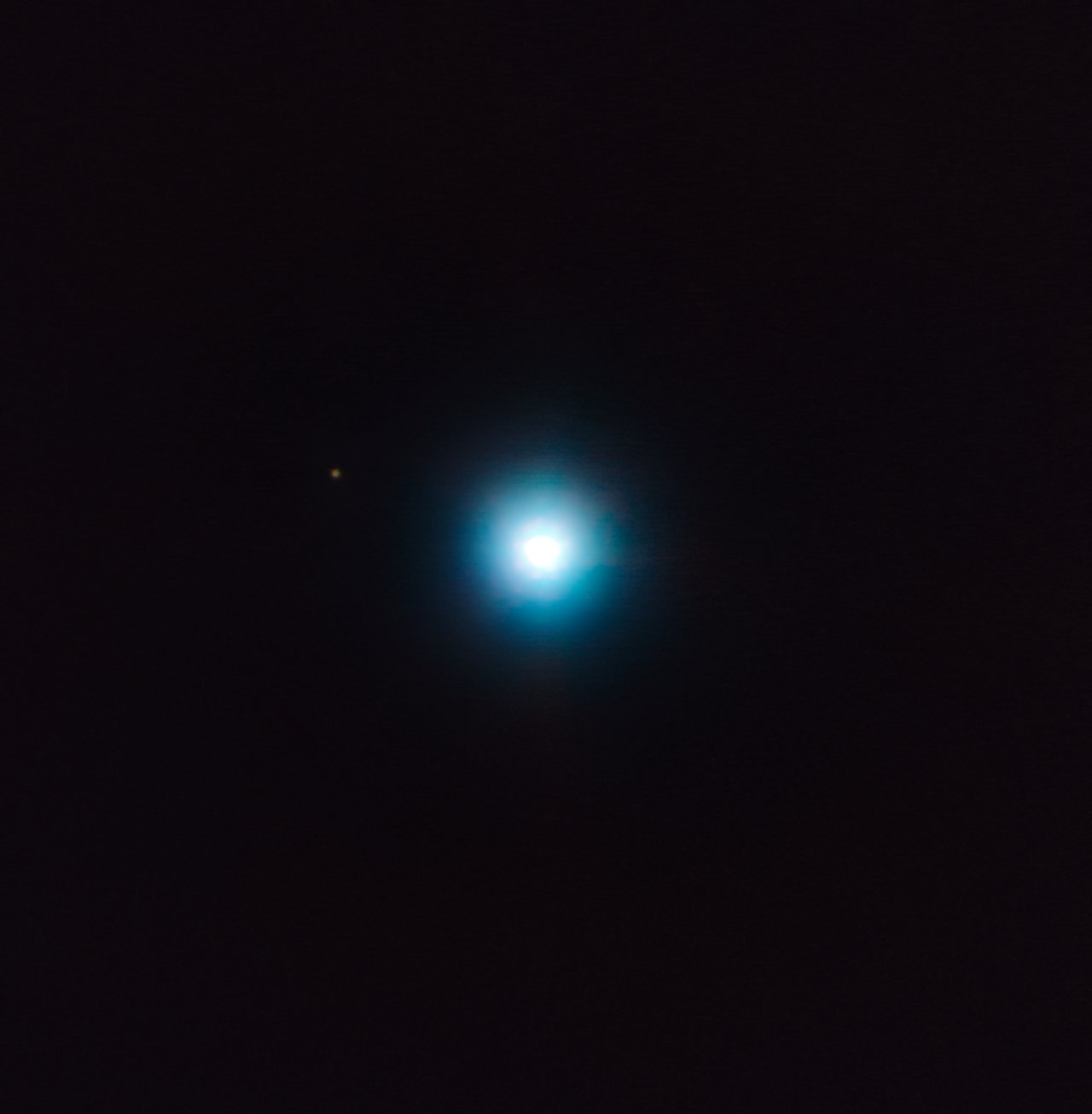
O grande objeto central é a estrela CVSO 30; o pequeno ponto acima e à esquerda é o exoplaneta CVSO 30c. Esta imagem foi feita usando dados de astrometria dos instrumentos NACO e SINFONI do VLT

Em 2004, um grupo de astrônomos usou o Very Large Telescope do Observatório Europeu do Sul no Chile para produzir uma imagem de 2M1207b, uma companheira da anã marrom 2M1207. No ano seguinte, o status planetário do companheiro foi confirmado. Estima-se que o planeta seja várias vezes mais massivo que Júpiter e tenha um raio orbital superior a 40 UA (unidade astronômica).
Em setembro de 2008, um objeto foi fotografado a uma separação de 330 UA da estrela 1RXS J160929.1−210524, mas não foi até 2010, que foi confirmado ser um planeta companheiro da estrela e não apenas um alinhamento casual.
O primeiro sistema multiplanetário, anunciado em 13 de novembro de 2008, foi fotografado em 2007, usando telescópios no Observatório Keck e no Observatório Gemini. Três planetas foram observados diretamente orbitando HR 8799, cujas massas são aproximadamente dez, dez e sete vezes a de Júpiter, respectivamente. No mesmo dia, 13 de novembro de 2008, foi anunciado que o Telescópio Espacial Hubble observou diretamente um exoplaneta (Fomalhaut b) orbitando Fomalhaut, com massa não superior a 3 MJ. Ambos os sistemas são cercados por discos não muito diferentes do cinturão de Kuiper.
Em 2009, foi anunciado que a análise de imagens datadas de 2003, revelou um planeta orbitando Beta Pictoris.
Em 2012, foi anunciado que um planeta "Super-Júpiter" com uma massa de cerca de 12.8 MJ orbitando Kappa Andromedae foi fotografado diretamente usando o Telescópio Subaru no Havaí. Ele orbita sua estrela hospedeira a uma distância de cerca de 55 UA, ou quase o dobro da distância de Netuno do Sol.
Um sistema adicional, Gliese 758, foi fotografado em novembro de 2009, por uma equipe usando o instrumento HiCIAO do Telescópio Subaru, mas era uma anã marrom.
Outros exoplanetas possíveis que foram fotografados diretamente incluem GQ Lupi b, AB Pictoris b e SCR 1845 b. Em março de 2006, nenhum foi confirmado como planeta; em vez disso, elas podem ser pequenas anãs marrons.

#### Instrumentos de imagem

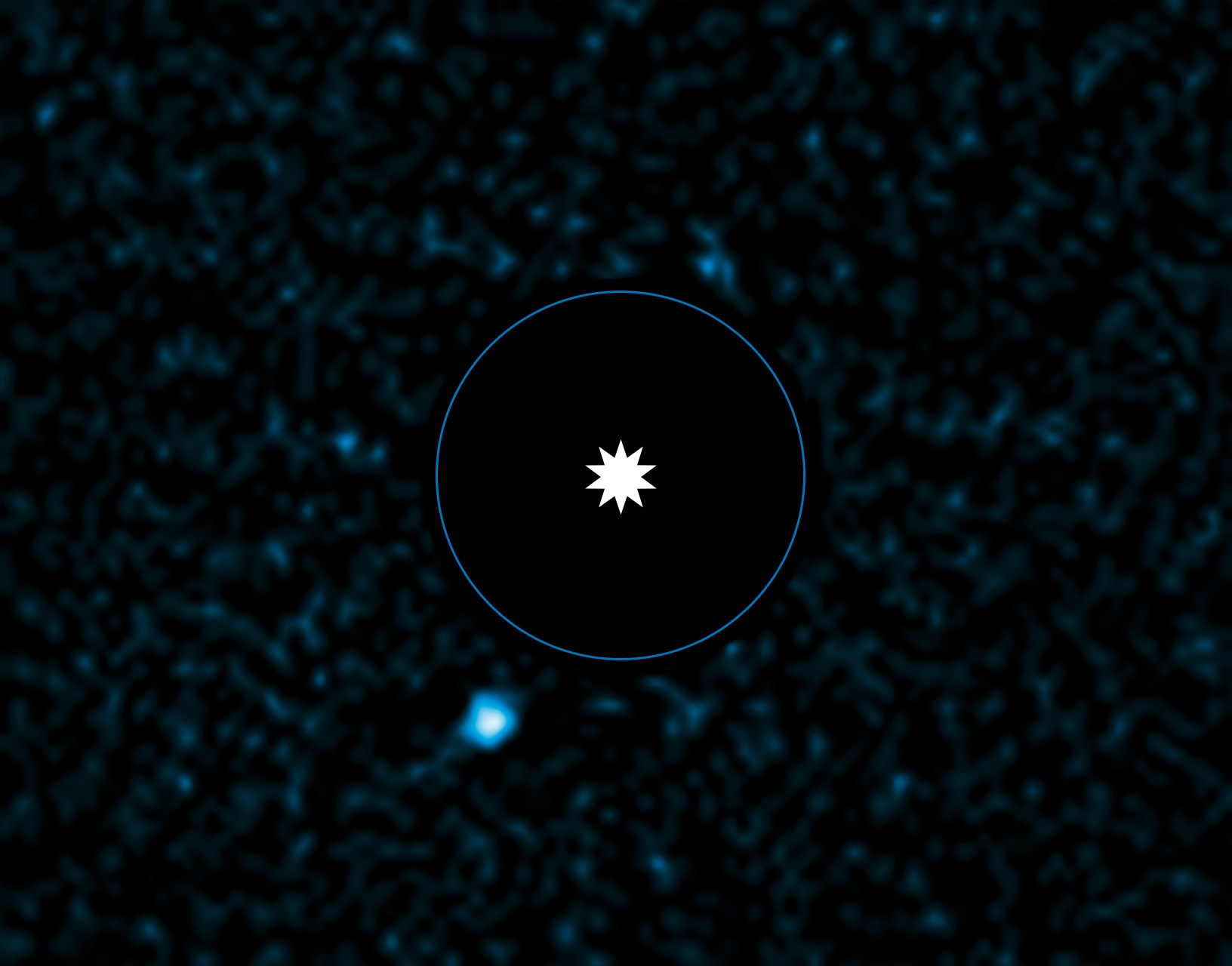
Imagem do exoplaneta HD 95086 b usando o VLT

Alguns projetos para equipar telescópios com instrumentos capazes de gerar imagens de planetas incluem os telescópios terrestres Gemini Planet Imager, VLT-SPHERE, o instrumento Subaru Coronagraphic Extreme Adaptive Optics (SCExAO), Palomar Project 1640 e o telescópio espacial WFIRST. A Missão New Worlds propõe um grande ocultor no espaço projetado para bloquear a luz de estrelas próximas a fim de observar seus planetas em órbita. Isso pode ser usado com telescópios existentes, já planejados ou novos, construídos especificamente.
Em 2010, uma equipe do Laboratório de Propulsão a Jato da NASA demonstrou que um coronógrafo de vórtice poderia permitir que pequenos escopos visualizassem planetas diretamente. Eles fizeram isso por imagens dos planetas de HR 8799 previamente fotografados, usando apenas uma porção de 1.5 metro de largura do Telescópio Hale.
Outra abordagem promissora é a anulação da interferometria.
Também foi proposto que os telescópios espaciais que focalizam a luz usando placas de zona em vez de espelhos forneceriam imagens de maior contraste e seriam mais baratos para serem lançados no espaço devido à capacidade de dobrar a placa de zona de folha leve.

### Polarimetria
A luz emitida por uma estrela não é polarizada, ou seja, a direção de oscilação da onda de luz é aleatória. No entanto, quando a luz é refletida na atmosfera de um planeta, as ondas de luz interagem com as moléculas na atmosfera e se tornam polarizadas.
Ao analisar a polarização na luz combinada do planeta e da estrela (cerca de uma parte em um milhão), essas medições podem, em princípio, ser feitas com sensibilidade muito alta, pois a polarimetria não é limitada pela estabilidade da atmosfera da Terra. Outra grande vantagem é que a polarimetria permite determinar a composição da atmosfera do planeta. A principal desvantagem é que não será capaz de detectar planetas sem atmosferas. Planetas maiores e planetas com albedo mais alto são mais fáceis de detectar por polarimetria, pois refletem mais luz.
Dispositivos astronômicos usados para polarimetria, chamados polarímetros, são capazes de detectar luz polarizada e rejeitar feixes não polarizados. Grupos como ZIMPOL/CHEOPS e PlanetPol estão atualmente usando polarímetros para procurar exoplanetas. A primeira detecção bem-sucedida de um exoplaneta usando esse método ocorreu em 2008, quando HD 189733 b, um planeta descoberto três anos antes, foi detectado usando polarimetria. No entanto, ainda não foram descobertos novos planetas usando este método.

### Astrometria

Neste diagrama, um planeta (objeto menor) orbita uma estrela, que se move em uma pequena órbita. O centro de massa do sistema é mostrado com uma linha vermelha. (Neste caso, está sempre dentro da estrela)

Este método consiste em medir com precisão a posição de uma estrela no céu e observar como essa posição muda ao longo do tempo. Originalmente, isso era feito visualmente, com registros escritos à mão. No final do século XIX, esse método utilizava chapas fotográficas, melhorando muito a precisão das medições, além de criar um arquivo de dados. Se uma estrela tem um planeta, então a influência gravitacional do planeta fará com que a própria estrela se mova em uma pequena órbita circular ou elíptica. Efetivamente, estrela e planeta orbitam cada um em torno de seu centro de massa mútuo (baricentro), conforme explicado pelas soluções para o problema dos dois corpos. Como a estrela é muito mais massiva, sua órbita será muito menor. Frequentemente, o centro de massa mútuo estará dentro do raio do corpo maior. Consequentemente, é mais fácil encontrar planetas em torno de estrelas de baixa massa, especialmente anãs marrons.

Movimento do centro de massa (baricentro) do Sistema Solar em relação ao Sol

A astrometria é o método de pesquisa mais antigo para exoplanetas e foi originalmente popular devido ao seu sucesso na caracterização de sistemas estelares binários astrométricos. Ela remonta pelo menos a declarações feitas por William Herschel no final do século XVIII. Ele alegou que um companheiro invisível estava afetando a posição da estrela que ele catalogou como 70 Ophiuchi. O primeiro cálculo astrométrico formal conhecido para um exoplaneta foi feito por William Stephen Jacob em 1855 para esta estrela. Cálculos semelhantes foram repetidos por outros por mais meio século até finalmente serem refutados no início do século XX. Por dois séculos, circularam alegações da descoberta de companheiros invisíveis em órbita em torno de sistemas estelares próximos que todos teriam sido encontrados usando esse método, culminando no proeminente anúncio de 1996, de vários planetas orbitando a estrela próxima Lalande 21185 por George G. Gatewood. Nenhuma dessas alegações sobreviveu ao escrutínio de outros astrônomos, e a técnica caiu em descrédito. Infelizmente, as mudanças na posição estelar são tão pequenas, e as distorções atmosféricas e sistemáticas tão grandes, que mesmo os melhores telescópios terrestres não conseguem produzir medições suficientemente precisas. Todas as alegações de um companheiro planetário de menos de 0.1 massa solar, como a massa do planeta, feitas antes de 1996 usando este método são provavelmente espúrias. Em 2002, o Telescópio Espacial Hubble conseguiu usar a astrometria para caracterizar um planeta descoberto anteriormente em torno da estrela Gliese 876.
Espera-se que o telescópio espacial Gaia, lançado em 2013, encontre milhares de planetas via astrometria, mas antes do lançamento do Gaia, nenhum planeta detectado pela astrometria havia sido confirmado.
O SIM PlanetQuest era um projeto da NASA (cancelado em 2010) que teria recursos de descoberta de exoplanetas semelhantes ao Gaia.
Uma vantagem potencial do método astrométrico é que ele é mais sensível a planetas com grandes órbitas. Isso o torna complementar a outros métodos que são mais sensíveis a planetas com órbitas pequenas. No entanto, serão necessários tempos de observação muito longos, anos e possivelmente décadas, já que planetas distantes o suficiente de sua estrela para permitir a detecção via astrometria também levam muito tempo para completar uma órbita.
Planetas que orbitam em torno de uma das estrelas em sistemas binários são mais facilmente detectáveis, pois causam perturbações nas órbitas das próprias estrelas. No entanto, com este método, são necessárias observações de acompanhamento para determinar em qual estrela o planeta orbita.
Em 2009, foi anunciada a descoberta de VB 10b por astrometria. Este objeto planetário, orbitando a estrela anã vermelha de baixa massa VB 10, foi relatado como tendo uma massa sete vezes maior que a de Júpiter. Se confirmado, este seria o primeiro exoplaneta descoberto por astrometria, dos muitos que foram reivindicados ao longo dos anos. No entanto, estudos recentes independentes da velocidade radial descartam a existência do planeta reivindicado.
Em 2010, seis estrelas binárias foram medidas astrometricamente. Um dos sistemas estelares, chamado HD 176051, foi encontrado com "alta confiança" para ter um planeta.
Em 2018, um estudo comparando observações da sonda espacial Gaia com dados do Hipparcos para o sistema Beta Pictoris foi capaz de medir a massa de Beta Pictoris b, restringindo-a a 11±2 massas de Júpiter. Isso está de acordo com as estimativas de massa anteriores de aproximadamente 13 massas de Júpiter.
A combinação de velocidade radial e astrometria foi usada para detectar e caracterizar alguns planetas de curto período, embora nenhum Júpiter frio tenha sido detectado de maneira semelhante antes. Em 2019, os dados da sonda espacial Gaia e seu antecessor Hipparcos foram complementados com dados do HARPS permitindo uma melhor descrição de ε Indi Ab como o exoplaneta semelhante a Júpiter mais próximo com uma massa de 3 Júpiter em uma órbita ligeiramente excêntrica com um período orbital de 45 anos.

### Eclipse de raios X
Em setembro de 2020, foi anunciada a detecção de um planeta candidato orbitando o binário de raios X de alta massa M51-ULS-1 na Galáxia do Rodamoinho. O planeta foi detectado por eclipses da fonte de raios X, que consiste em um remanescente estelar (uma estrela de nêutrons ou um buraco negro) e uma estrela massiva, provavelmente uma supergigante de classe B. Este é o único método capaz de detectar um planeta em outra galáxia.

### Cinemática do disco
Os planetas podem ser detectados pelas lacunas que produzem nos discos protoplanetários.

## Outros métodos possíveis

### Detecção de eco de explosões e variabilidade
Eventos de variabilidade não periódicos, como explosões, podem produzir ecos extremamente fracos na curva de luz se refletirem em um exoplaneta ou outro meio de dispersão no sistema estelar. Mais recentemente, motivados pelos avanços na instrumentação e tecnologias de processamento de sinais, prevê-se que os ecos de exoplanetas sejam recuperáveis a partir de medições espectroscópicas e fotométricas de alta cadência de sistemas estelares ativos, como as anãs M. Esses ecos são teoricamente observáveis em todas as inclinações orbitais.

### Imagens de trânsito
Um conjunto de interferômetros ópticos/infravermelhos não coleta tanta luz quanto um único telescópio de tamanho equivalente, mas tem a resolução de um único telescópio do tamanho do conjunto. Para estrelas brilhantes, esse poder de resolução pode ser usado para criar imagens da superfície de uma estrela durante um evento de trânsito e ver a sombra do planeta em trânsito. Isso poderia fornecer uma medida direta do raio angular do planeta e, via paralaxe, seu raio real. Isso é mais preciso do que as estimativas de raio baseadas em fotométricas de trânsito, que dependem de estimativas de raio estelar que dependem de modelos de características estelares. A imagem também fornece uma determinação mais precisa da inclinação do que a fotometria.

### Emissões de rádio magnetosféricas
As emissões de rádio das magnetosferas podem ser detectadas com futuros radiotelescópios. Isso poderia permitir a determinação da taxa de rotação de um planeta, que é difícil de detectar de outra forma.

### Emissões de rádio de aurora boreal
Emissões de rádio de auroras boreais de planetas gigantes com fontes de plasma, como a lua vulcânica de Júpiter Io, podem ser detectadas com radiotelescópios como o LOFAR.

### Interferometria óptica
Em março de 2019, os astrônomos do ESO, empregando o instrumento GRAVITY em seu Interferômetro do Very Large Telescope, anunciaram a primeira detecção direta de um exoplaneta, HR 8799 e, usando interferometria óptica.

### Interferometria modificada
Ao observar as oscilações de um interferograma usando um Espectrômetro de Transformada de Fourier, uma sensibilidade aprimorada pode ser obtida para detectar sinais fracos de exoplanetas semelhantes à Terra.

## Detecção de exoasteroides e discos de detritos

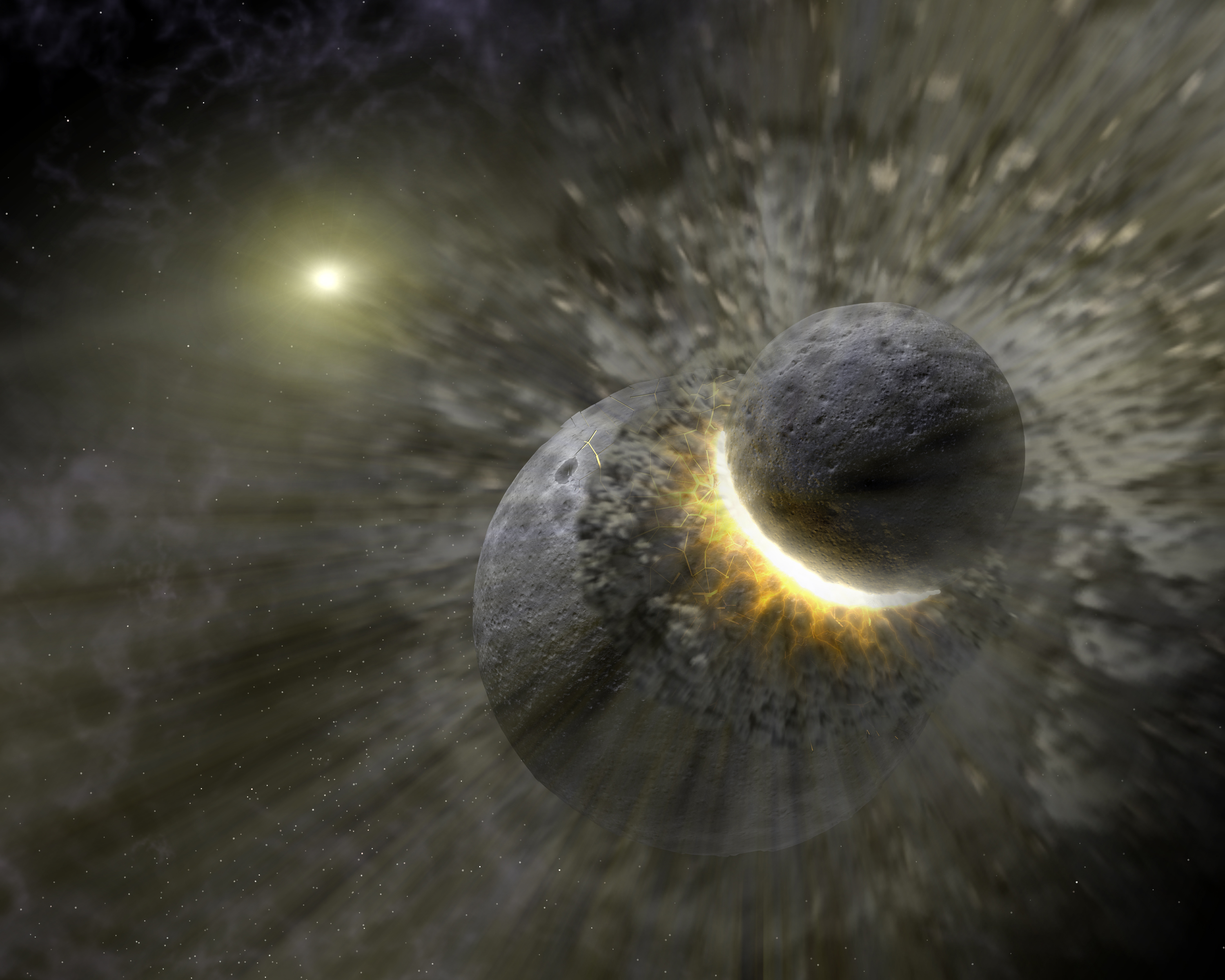
Concepção artística de dois planetas anões do tamanho de Plutão em colisão em torno de Vega

### Discos circunstelares
Discos de poeira espacial (discos de detritos) cercam muitas estrelas. A poeira pode ser detectada porque absorve a luz estelar comum e a reemite como radiação infravermelha. Mesmo que as partículas de poeira tenham uma massa total bem menor que a da Terra, elas ainda podem ter uma área de superfície total grande o suficiente para ofuscar sua estrela hospedeira em comprimentos de onda infravermelhos.
O Telescópio Espacial Hubble é capaz de observar discos de poeira com seu instrumento Near Infrared Camera and Multi-Object Spectrometer (NICMOS). Imagens ainda melhores foram tiradas por seu instrumento irmão, o Telescópio Espacial Spitzer, e pelo Observatório Espacial Herschel da Agência Espacial Europeia, que pode ver muito mais profundamente em comprimentos de onda infravermelhos do que o Hubble. Discos de poeira já foram encontrados em torno de mais de 15% das estrelas próximas ao Sol.
Acredita-se que a poeira seja gerada por colisões entre cometas e asteroides. A pressão de radiação da estrela empurrará as partículas de poeira para o espaço interestelar em uma escala de tempo relativamente curta. Portanto, a detecção de poeira indica reabastecimento contínuo por novas colisões e fornece fortes evidências indiretas da presença de pequenos corpos como cometas e asteroides que orbitam a estrela hospedeira. Por exemplo, o disco de poeira ao redor da estrela Tau Ceti indica que essa estrela tem uma população de objetos análoga ao Cinturão de Kuiper do nosso Sistema Solar, mas pelo menos dez vezes mais espesso.
Mais especulativamente, as características dos discos de poeira às vezes sugerem a presença de planetas de tamanho normal. Alguns discos têm uma cavidade central, o que significa que eles são realmente em forma de anel. A cavidade central pode ser causada por um planeta "limpando" a poeira dentro de sua órbita. Outros discos contêm aglomerados que podem ser causados pela influência gravitacional de um planeta. Ambos os tipos de características estão presentes no disco de poeira ao redor de Epsilon Eridani, sugerindo a presença de um planeta com um raio orbital de cerca de 40 UA (unidade astronômica) (além do planeta interno detectado pelo método de velocidade radial). Esses tipos de interações planeta-disco podem ser modelados numericamente usando técnicas de preparação colisional.

### Contaminação de atmosferas estelares
A análise espectral das atmosferas das anãs brancas geralmente encontra contaminação de elementos mais pesados, como magnésio e cálcio. Esses elementos não podem se originar do núcleo das estrelas, e é provável que a contaminação venha de asteroides que chegaram muito perto (dentro do limite de Roche) dessas estrelas por interação gravitacional com planetas maiores e foram dilacerados pelas forças de maré da estrela. Até 50% das anãs brancas jovens podem ser contaminadas dessa maneira.
Além disso, a poeira responsável pela poluição atmosférica pode ser detectada por radiação infravermelha se existir em quantidade suficiente, semelhante à detecção de discos de detritos ao redor de estrelas da sequência principal. Dados do Telescópio Espacial Spitzer sugerem que 1 a 3% das anãs brancas possuem poeira circunstelar detectável.
Em 2015, planetas menores foram descobertos transitando pela anã branca WD 1145+017. Este material orbita com um período de cerca de 4.5 horas, e as formas das curvas de luz de trânsito sugerem que os corpos maiores estão se desintegrando, contribuindo para a contaminação da atmosfera da anã branca.

## Telescópios espaciais
A maioria dos exoplanetas confirmados foram encontrados usando telescópios espaciais (a partir de janeiro de 2015). Muitos dos métodos de detecção podem funcionar de forma mais eficaz com telescópios espaciais que evitam a névoa e a turbulência atmosférica. CoRoT (2007-2012) e Kepler foram missões espaciais dedicadas à busca de exoplanetas usando trânsitos. CoRoT descobriu cerca de 30 novos exoplanetas. Kepler (2009-2013) e K2 (2013-presente) descobriram mais de 2.000 exoplanetas verificados. O Telescópio Espacial Hubble e o MOST também encontraram ou confirmaram alguns planetas. O Telescópio Espacial Spitzer infravermelho tem sido usado para detectar trânsitos de exoplanetas, bem como ocultações dos planetas por sua estrela hospedeira e curvas de fase.
A missão Gaia, lançada em dezembro de 2013, usará astrometria para determinar as massas verdadeiras de 1.000 exoplanetas próximos. TESS, lançado em 2018, CHEOPS lançado em 2019 e PLATO em 2026 usarão o método de trânsito.

## Detecção primária e secundária
| Método            | Primária                                                                                             | Secundária |
| ----------------- | --- | --- |
| Trânsito          | Eclipse primário. Planeta passa na frente da estrela.                                                | Eclipse secundário. Estrela passa na frente do planeta. |
| Velocidade radial | Velocidade radial da estrela                                                                         | Velocidade radial do planeta. Isso foi feito para Tau Boötis b. |
| Astrometria       | Astrometria da estrela. A posição da estrela se move mais para grandes planetas com grandes órbitas. | Astrometria do planeta. Astrometria diferencial de cores. A posição do planeta se move mais rapidamente para planetas com órbitas pequenas. Método teórico, foi proposto para uso na sonda espacial SPICA. |

## Métodos de verificação e falsificação
- Verificação por multiplicidade[126]
- Assinatura de cor de trânsito[127]
- Tomografia Doppler[128]
- Teste de estabilidade dinâmica[52]
- Distinção entre planetas e atividade estelar[129]
- Deslocamento de trânsito[130]

## Métodos de caracterização
- Espectroscopia de absorção
- Espectroscopia de emissão,[131] resolução de fase[132]
- Imagem de manchas[133]/Imagem de sorte[134] para detectar estrelas companheiras que os planetas poderiam estar orbitando em vez da estrela primária, o que alteraria os parâmetros do planeta derivados de parâmetros estelares.
- Efeito fotoexcêntrico[135]
- Efeito Rossiter-McLaughlin